# Seznam norveških poslovnežev
Seznam norveških poslovnežev.

## B
- Sigval Bergesen d.y.

## E
- Ole Evinrude (norv.-amer.)

## F
- John Fredriksen

## H
- Stein Erik Hagen

## J
- Anders Jahre

## N
- Arne Næss mlajši

## O
- Fred Olsen

## R
- Hilmar Reksten
- Kjell Inge Røkke